# Barcis
Barcis (friülà Barcis ) és un municipi italià, dins de la província de Pordenone. L'any 2007 tenia 275 habitants. Limita amb els municipis d'Andreis, Aviano, Chies d'Alpago (BL), Claut, Frisanco, Montereale Valcellina i Tambre (BL)

## Administració
| Període | Identitat        | Partit       |
| ------- | ---------------- | ------------ |
| 2004-   | Tommaso Olivieri | Forza Italia |